# Supercupa Europei 1998
Supercupa Europei 1998 a fost un meci de fotbal din 1998 între Chelsea și Real Madrid.

## Detalii
| Chelsea   | 1 – 0     | Real Madrid |
| --------- | --------- | ----------- |
| Poyet 82' | (Cronică) |             |

| Chelsea | Real Madrid |

| CHELSEA:                                                                                   |    |                        |     |
|                                                                                            |    |                        |     |
| GK                                                                                         | 1  | Ed de Goeij            |     |
| RB                                                                                         | 17 | Albert Ferrer          |     |
| CB                                                                                         | 6  | Marcel Desailly        |     |
| CB                                                                                         | 5  | Frank Leboeuf          |     |
| LB                                                                                         | 14 | Graeme Le Saux         |     |
| CM                                                                                         | 8  | Gus Poyet              |     |
| CM                                                                                         | 11 | Dennis Wise (c)        |     |
| CM                                                                                         | 16 | Roberto Di Matteo      |     |
| RF                                                                                         | 25 | Gianfranco Zola        | 83' |
| CF                                                                                         | 19 | Tore Andre Flo         | 89' |
| LF                                                                                         | 10 | Pierluigi Casiraghi    |     |
| Rezerve:                                                                                   |    |                        |     |
| GK                                                                                         | 29 | Kevin Hitchcock        |     |
| DF                                                                                         | 7  | Bernard Lambourde      |     |
| DF                                                                                         | 2  | Dan Petrescu           |     |
| DF                                                                                         | 3  | Celestine Babayaro 89' |     |
| MF                                                                                         | 20 | Jody Morris            |     |
| MF                                                                                         | 24 | Eddie Newton           |     |
| FW                                                                                         | 7  | Brian Laudrup 83'      |     |
| Antrenor:                                                                                  |    |                        |     |
| Gianluca Vialli Omul meciului: Gus Poyet (Chelsea FC) Arbitrii asistenți: Fourth official: |    |                        |     |

| REAL MADRID: |    |                    |  |     |
|              |    |                    |  |     |
| GK           | 1  | Bodo Illgner       |  |     |
| RB           | 2  | Christian Panucci  |  |     |
| CB           | 4  | Fernando Hierro    |  |     |
| CB           | 5  | Manuel Sanchís (c) |  |     |
| LB           | 3  | Roberto Carlos     |  |     |
| RM           | 10 | Clarence Seedorf   |  |     |
| CM           | 22 | Christian Karembeu |  | 58' |
| CM           | 6  | Fernando Redondo   |  |     |
| LM           | 20 | Sávio              |  |     |
| CF           | 7  | Raúl               |  |     |
| CF           | 8  | Predrag Mijatović  |  | 73' |
| Rezerve:     |    |                    |  |     |
| GK           | 13 | Pedro Contreras    |  |     |
| DF           | 12 | Iván Campo         |  |     |
| DF           | 17 | Robert Jarni       |  | 73' |
| DF           | 19 | Fernando Sanz      |  |     |
| MF           | 16 | Jaime              |  |     |
| MF           | 14 | Guti               |  |     |
| FW           | 15 | Fernando Morientes |  | 58' |
| Antrenor:    |    |                    |  |     |
| Guus Hiddink |    |                    |  |     |

| Supercupa Europei 1998 |
| ---------------------- |
| Anglia                 |
| Chelsea Primul titlu   |